# Camerata Nuova
Camerata Nuova település Olaszországban, Lazio régióban, Róma megyében. Lakosainak száma 403 fő (2023. január 1.). Camerata Nuova Cappadocia, Cervara di Roma, Rocca di Botte, Subiaco és Vallepietra községekkel határos.

## Népesség
A település népességének változása:
| Lakosok száma | 457  | 445  | 403  |
|               | 2017 | 2018 | 2023 |